# 청춘의 증언
《청춘의 증언》(영어: Testament of Youth)은 2014년 공개된 영국의 영화이다.

## 배역
- 알리시아 비칸데르 - 베라 브리튼
- 킷 해링턴 - 롤랜드 레이튼
- 콜린 모건 - 빅터 리처드슨
- 태런 에저턴 - 에드워드 브리튼
- 도미닉 웨스트 - Mr.브리튼
- 에밀리 왓슨 - Mrs.브리튼
- 헤일리 앳웰 - 호프
- 조너선 베일리
- 알렉산드라 로치
- 미란다 리처드슨